# 맨주먹의 소녀들
"맨주먹의 소녀들"은 한국에서 제작된 김영효 감독의 1976년 영화이다. 이영옥 등이 주연으로 출연하였고 김용덕 등이 제작에 참여하였다.

## 출연

### 주연
- 이영옥
- 송재호
- 도금봉